# Mitry-Mory
Mitry-Mory è un comune francese di 18 615 abitanti situato nel dipartimento di Senna e Marna nella regione dell'Île-de-France.
Vi morì suicida il pittore Jean-Antoine-Théodore Giroust (1753-1817), che era anche il sindaco. Vi morì inoltre Robert Marchand (1911-2021), il ciclista più anziano del mondo, dopo essersi ammalato di covid.

## Società

### Evoluzione demografica
Abitanti censiti